# チバトシロウ
チバ トシロウ（1977年7月2日 - ）は、日本の漫画家。男性。宮城県気仙沼市出身、東京都練馬区在住。主に成人向け漫画雑誌で活動。

## 来歴
2002年頃から商業誌での活動を開始。過去に富士美出版『桃姫』、コアマガジン『コミックメガストア』『コミックメガストアH』、若生出版『プルメロ』、文苑堂『COMIC BAVEL』、ジーオーティー『comicアンスリウム』等で作品を連載。
過去に「柴刃俊郎」の名義を使用していた。
同人サークル「celluloid-acme」での活動も行っている。

## 作品リスト

### 単行本
成人向け作品
1. 『艶姫』 （2005年7月11日、富士美出版〈富士美コミックス〉、ISBN 4-89421-637-X）
2. 『ACME』 （2006年9月25日、富士美出版〈富士美コミックス〉、ISBN 4-89421-701-5）
3. 『ウエカノデイズ』 （2007年12月19日発売[6]、コアマガジン〈メガストアコミックス151〉、ISBN 978-4-86252-293-1）
4. 『Dress select』 （2009年11月19日発売[6]、コアマガジン〈メガストアコミックス238〉、ISBN 978-4-86252-751-6）
5. 『きゃんでぃ☆はうす』 （2011年2月26日発売[7]、若生出版〈ワコーコミックス〉、ISBN 978-4-948714-22-9）
6. 『好色グラマラス』[8] （2012年7月17日発売[9]、エンジェル出版〈エンジェルコミックス〉、ISBN 978-4-87306-429-1）
7. 『おしかけRIOT』 （2013年7月31日発売[10]、若生出版〈ワコーコミックス〉、ISBN 978-4-94871-447-2）
8. 『あにまるあそーと』 （2015年2月25日発売[11]、ジーオーティー〈キャノプリCOMICS〉、ISBN 978-4-86084-955-9）
9. 『り：いんかねーしょん』[12] （2016年7月30日発売[13]、文苑堂〈BAVEL COMICS〉、ISBN 978-4-86117-245-8）
10. 『PURGATORY』 （2018年12月25日発売[14]、ジーオーティー〈GOTコミックス〉、ISBN 978-4-81480-138-1）
11. 『口利き魔女のアンジェリカ』 （2021年6月25日発売[15]、ジーオーティー〈GOTコミックス〉、ISBN 978-4-82360-190-3）

### アンソロジー
成人向け作品
- 『妹狂い』 扉絵 （2002年7月18日初版発行[16]、茜新社、ISBN 4-87182-516-7） ※「柴刃俊郎」名義
- 『生娘陵辱』 表紙・口絵 （2002年9月19日、コスミック出版、ISBN 4-7747-0503-9） ※「柴刃俊郎」名義
- 『痴漢に注意!』 表紙 （2003年12月22日、桜桃書房、ISBN 4-7567-3212-7） ※「柴刃俊郎」名義
- 『生だし超淫母 2』 扉絵 （2004年4月、オークス、ISBN 4-86105-111-8） ※「柴刃俊郎」名義
- 『闘うヒロイン陵辱アンソロジー 闘姫陵辱1』 表紙 （2004年9月1日初版発行〈同日発売[17]〉、キルタイムコミュニケーション〈二次元ドリームコミックス〉、ISBN 4-86032-113-8） ※「柴刃俊郎」名義

全年齢向け作品
- 『電撃 宇宙をかける少女』 （2009年6月27日発売[18]、漫画「イモちゃんのとある一日」、アスキー・メディアワークス〈電撃コミックスEX〉、ISBN 978-4-04-867955-8）

### イラスト
成人向け作品
- 『二次元ドリームマガジンイラストレーションズ2』 （2008年12月17日発売[5]、キルタイムコミュニケーション、ISBN 978-4-86032-668-5）

全年齢向け作品
- 『Rumbling Angel TCG Ver1.00』[19] （2002年6月、TI東京） ※「柴刃俊郎」名義

### 小説挿絵
「柴刃俊郎」名義
- 『武闘巫女伝サツキ』 （2002年9月10日発売[20]、小説：小湊拓也、キルタイムコミュニケーション〈二次元ドリームノベルズ068〉、ISBN 4-89637-106-2）
- 『白の烙印』 （小説：綾守竜樹、キルタイムコミュニケーション、全2巻）
  1. 2004年1月29日発売[21]、〈二次元ドリームノベルズ111〉、ISBN 4-86032-071-9
  2. 2004年9月29日発売[21]、〈二次元ドリームノベルズ134〉、ISBN 4-86032-116-2
- 『二次元ドリームノベルズ外伝 淫虐のヒロインたち』 （2004年3月26日発売[22]、小説：小湊拓也 、キルタイムコミュニケーション〈二次元ドリームノベルズ117〉、ISBN 4-86032-087-5）

「チバ トシロウ」名義
- 『牝奴隷飼育学園』 （2008年12月24日発売[23]、小説：筆祭競介、キルタイムコミュニケーション〈リアルドリーム文庫09〉） ISBN 978-4-86032-679-1